# 司馬遷

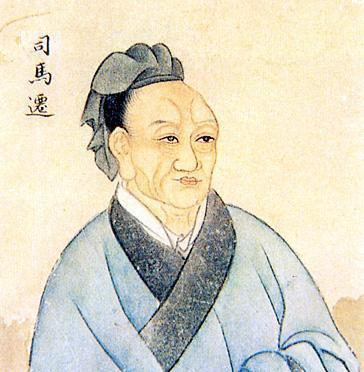
司馬遷

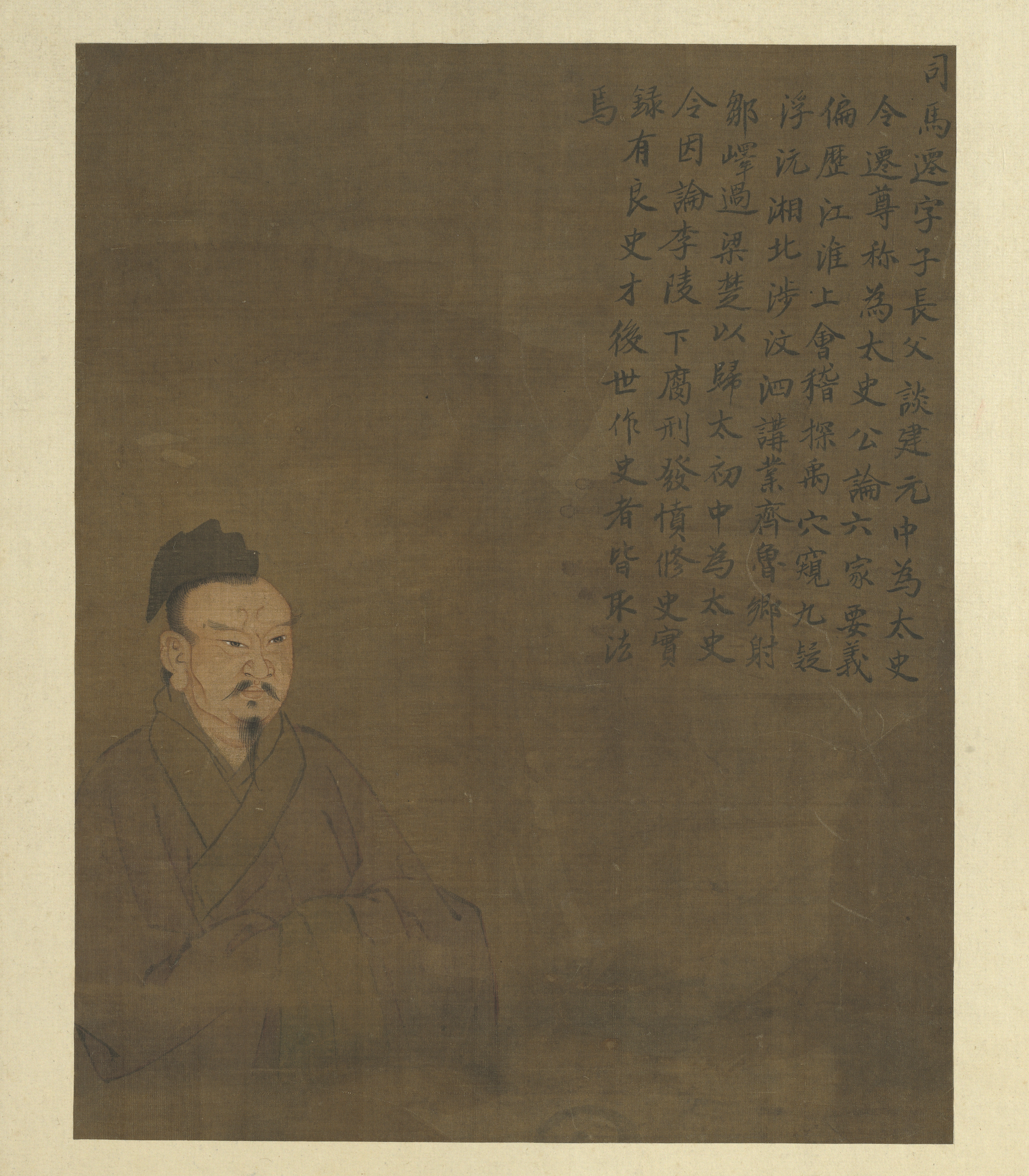
司馬遷（歴代聖賢半身像冊）

司馬 遷（しば せん、紀元前145/135年? – 紀元前87/86年?）は、中国前漢時代の歴史家で、『史記』の著者。
姓は司馬。名は遷、字は子長。周代の記録係である司馬氏の子孫で、太史令の司馬談を父に持つ。太初暦の制定や、通史『史記』の執筆などの業績がある。自称は「太史公」。

## 生涯

### 家系
遠い部分の信憑性には疑問が残るが、父の司馬談が亡くなる際の遺言によると、司馬遷の家系は堯・舜の時代に功績を挙げ、代々歴史・天文を司る一族であるという。秦の恵文王らに仕えた司馬錯、その孫で白起の部下として長平の戦いに従軍した司馬靳（しばきん）、さらにその孫で始皇帝時代に鉄鉱を管理する役職にあった司馬昌（しばしょう）がいる。司馬昌の子は司馬無沢（しばむえき）と言い、漢市の長官に就いた。その子で五大夫の爵位を得た司馬喜は司馬遷の祖父に当たる。
このような家系において、父・司馬談もさまざまな師から天文・易・道論などの教えを受け、漢王朝に仕え、司馬遷3歳の年から元封までの約30年間にわたり太史令の官職を得ていた。談は道家的思想を基礎に、旺盛な批判精神を持ち、先祖が取り組んだ歴史書編纂事業への熱意を常々抱えていた。

### 生誕から少年期まで
司馬遷は、一族代々の墓があった内史（後の左馮翊）夏陽県竜門（現在の陝西省渭南市韓城市芝川鎮）で生まれた。彼はそこで10歳になる前まで過ごし、農耕や牧畜など を通じて壮健な身体を育んだ。9歳になる頃までには家塾での勉学を始めた。
10歳の時には「古文（尚書）を誦んじた」という。『尚書』（『書経』）を学んだ師である孔安国 は当時侍中の任にあったことから、司馬遷は長安へ移っていたと考えられる。さらに董仲舒らにも師事し、歴史書『春秋』は政治の根本原理を体現したものだと主張する公羊学派の影響を受けた。

### 大旅行
司馬遷は20歳頃から旅に出発し、東南および中原を巡る。この旅のきっかけは何か、また一人なのか複数によるものなのかは不明だが、その旅程は詳しくわかっている。最初に江淮（現在の江蘇省と安徽省北部）へ行き、韓信が建てた母の墓を訪ねた。次に江西の廬山から禹が疏いた九江を見物し、さらに浙江省の会稽山に登り、禹が入ったと伝わる洞窟（禹穴）を探検したりした。この後、彼は湘江に沿って長沙に向かった。そこで屈原が身を投げた汨羅江を見て、また当地で不遇を託った賈誼へ思いを馳せた。
東南方向の旅で楚の文化に触れた後、司馬遷は北に向かい、闔閭と夫差ゆかりの姑蘇・五湖を訪れ、さらに儒家発展の地である斉と魯へ赴いた。魯の滞在は長期に亘ったと思われる。その後はいずれも山東省南部と江蘇省北部に当たる鄱、孟嘗君ゆかりの薛、彭城（徐州市）を訪れた。彭城の北には豊・沛の地があり、司馬遷はそこまで足を伸ばして蕭何・曹参・樊噲・夏侯嬰（滕公）の生家を見物し、彼らの話を聞いた。
その後、河南地方（開封・徐州）へ向かった。開封は大梁と呼ばれた魏の首府だった地であり、土地の人から秦の攻撃で陥落した様子をうかがい、信陵君を訪ねた。。徐州は戦国時代末期の楚の土地であり、ここで壮大な春申君の古城や宮室を見物した。河南を後にした司馬遷は西に向かったと思われ、許由ゆかりの箕山に登った。

### 登用と巡遊随行
この旅がいつ終わったのかははっきりしない。旅から戻った3年後の22歳頃、司馬遷は郎中に任命される。これは定常業務を持たないが勅命の使者や天子巡遊に従うなど、皇帝の侍従を担う仕事を行った。当時、郎中になるには2000石以上の官位を持つ者が子息に継がせるか、もしくは優秀な人物が試験を経て採用されるかの二つの方法があった。父・談の官位は600石であったため、司馬遷は後者の道筋で登用されたと考えられる
彼が仕える武帝は生涯において何度も巡遊を行い、郎中の司馬遷も多くに付き従った。元鼎5年（前112年）、武帝は秦の徳公が居城とした雍で五帝を祀り、黄帝も登ったという崆峒を訪れ、さらに西の会寧へ至った。翌年には巴・蜀・滇などの西南巡遊に随行し、昆明まで至った。この時の奉使は、後に「西南夷列傳」に纏められた。

### 父の死と封禅

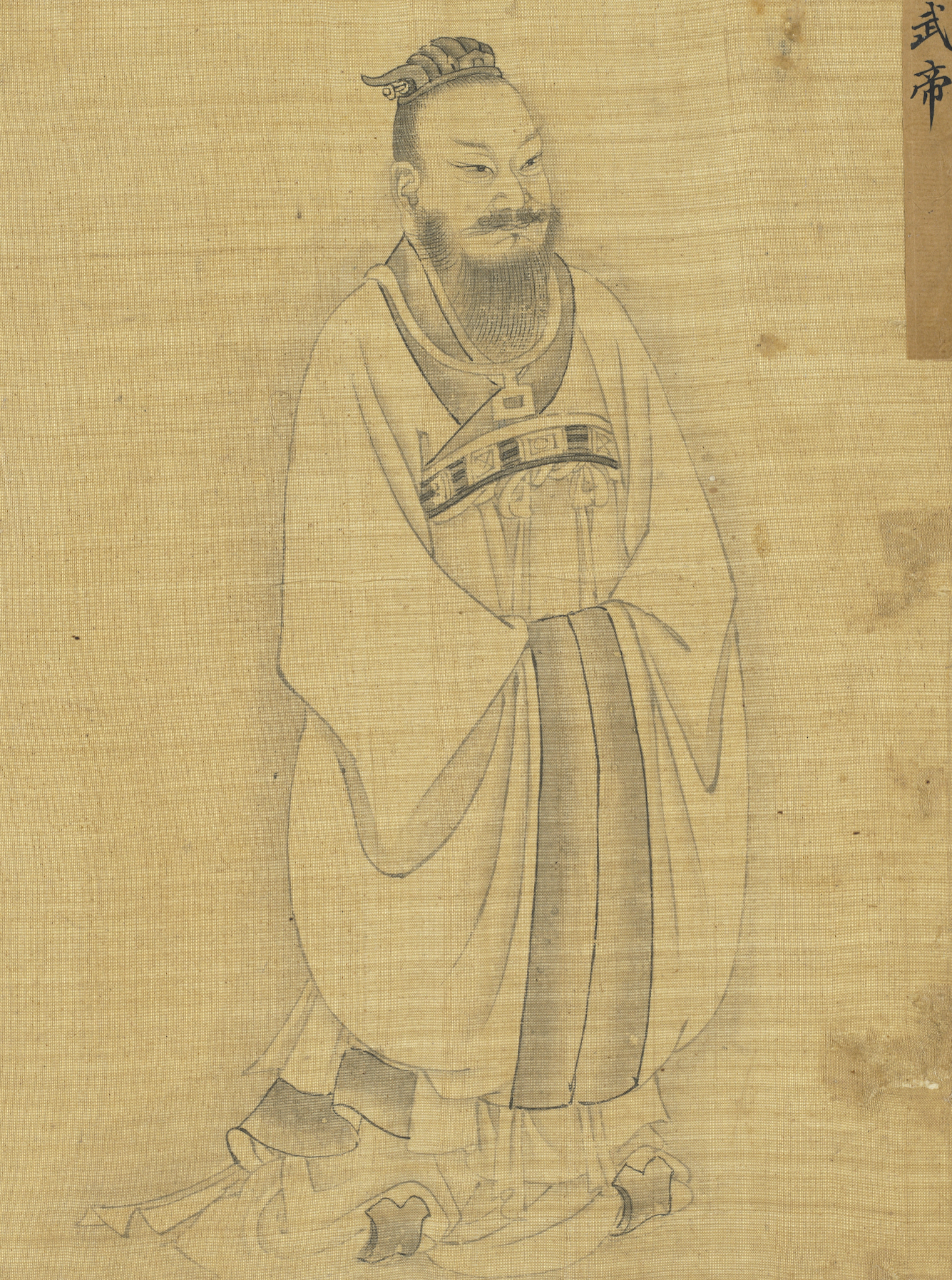
漢の武帝

元封元年（前110年）、武帝は封禅の儀式に向けた準備に取り掛かり、武威を示す18万の騎兵を各地に派遣した。この軍団が洛陽に到着した際、付き従っていた父・司馬談が病に倒れた。西南奉使から戻った司馬遷は洛陽に向かった。
死の床にあり、司馬談は先祖の事業が道半ばで去らねばならないことを嘆き、司馬遷へ引き継ぐよう命じた。そして、周公旦が定めた礼楽が衰えた際に孔子が現れ『詩』『書』『春秋』を著したが、400年以上が経過した今はまた事績の記録が荒んでいると指摘した。父は子に第二の孔子となれと言い残し、息を引き取った。
父の後を受け、司馬遷は封禅の儀式に加わった。緱氏と嵩山の祭祀に間に合ったかどうかはわからないが、泰山での封禅には参加し、その大典の内容を「封禪書」に纏めた。この奉使において司馬遷は斉の地を訪れ、その国の気風 や、斉人らの情報を得た。その後、封禅の行列は北方を巡幸し、遼寧・河北そして内蒙古の五原へ至った。五所は秦の時代に整備された「直道」の北端に当たり、ここで司馬遷は蒙恬が築いた要塞などを眼にした。
元封2年（前109年）も武帝は各地を巡り、山東半島や泰山を訪れた。この年、瓠子という場所で黄河が決壊を起こしたため、武帝は百官に薪を背負わせて向かい修復工事を行った。司馬遷もこれに付随し、後に「河渠書」を書かせる体験を得た。

### 太史令拝命
父の死から3年後の元封3年（前108年）、司馬遷は太史令の官職を継承した。彼の才能は高く買われており、父も亡くなる際に「太史に任命される」と述べていたが、3年は喪に服す期間として置かれた。彼は就任するや、友人らに政治への参加を勧めた。その中の一人・摯峻と交わした手紙が残っている。司馬遷は君子最上の生き方は徳を立てる事であり、その実現のために君主への働きかけをすべきと説く。摯峻は有能な者が取り上げられる時代が来たが、私は気楽に過ごしたいと返答し誘いに応じなかった。この当時、司馬遷は血気盛んであり、任安への手紙にて、私的な事は省みず職務に専念し武帝の期待に応えると考えていたと述べている。
実際、太史令となった彼は多くの書籍・文書に触れることを仕事とし、豊富な知識をさらに収集した。一方で元封4年（前107年）、5年（前106年）の武帝巡遊にも従い、各地を廻った。

### 改暦と史記編纂の開始
太初元年（前104年）、司馬遷はひとつの事業を完成させ、新たな事業に取り掛かった年であった。前者は太初暦の制定であり、後者は『史記』執筆に着手したことである。太初暦は、年初を夏の暦である春正月に固定し、二十四節気を取り入れる ことで、各月の朔日・十五日・月末を確定させた。中国における時間感覚の基礎となったこの暦制定には30-40名の人間が関わり、公孫卿・児寛・壺遂・唐都・落下閎ら専門家も名を連ねたが、司馬遷は「私と壺遂が律暦を制定した」と述べており、主導的役割を果たしたと考えられる。
司馬遷の先祖は天文を司り、星暦の観測は歴史家の重要な仕事のひとつであった。太初暦制定は、父の遺言である祖先の事業を実現する一環であり、また孔子の言葉「夏の暦が正しい」 を実現するものでもあった。
そして、司馬遷はいよいよ『史記』に取り掛かった。20歳頃からの大旅行、そして仕官後の武帝巡遊に随行し、前漢が支配下に置く中国のほぼ各地を歴訪していた。彼は、旅先で土地の長老を訪ねては故事を聞き、太史令として各種史料に眼を通し、過去に思いを巡らせていた。史記執筆が始まってからも武帝の巡幸は毎年のように行われ、司馬遷もさらに知見を積んだ。

### 李陵の禍
前漢にとって異民族との争いは重要な問題だった。司馬遷が『史記』に取り組み始めた太初元年は西域征伐に取り掛かり始めた年でもあり、将軍李広利（武帝の寵妃であった李夫人の兄）による遠征によって太初四年（前101年）に区切りがつくと、今度は匈奴に眼が向けられた。匈奴の且鞮侯単于は当初こそ従順な態度を見せた。しかし翌年、漢の使者を迎えた匈奴の態度は高慢で、しかも悪いことに単于の母への脅迫的工作が露見してしまい、漢と匈奴の関係は悪化した。天漢二年（前99年）に武帝は派兵を決断したが、ここで李陵が単独行動を願い出た。結果的に武帝は彼と配下5000の歩兵出陣を許し、李陵は敵地深くに入って情報収集などに成果を挙げた。しかし、3万を超える敵軍と遭遇し包囲されてしまい、彼は激しい戦いを繰りながら退却を続けた。匈奴に打撃を与えた彼であったが、矢も尽き裏切りもあって、ついには投降の道を選んだ。
武帝の方針に反して申し出た戦いに敗れた限り自刃すべきところを、李陵が投降したという報に触れ、怒った武帝は臣下に処罰を下問した。皆が李陵を非難する中、司馬遷はただ一人彼を弁護した。
司馬遷は、李陵の人格や献身さを挙げて国士だと誉め、一度の敗北をあげつらう事を非難した。5000に満たない兵力だけで匈奴の地で窮地に陥りながらも死力をふりしぼり敵に打撃を与えた彼には、過去の名将といえども及ばない。自害の選択をしなかった事は、生きて帰り、ふたたび漢のために戦うためであると述べた。
しかしこれは逆効果だった。意に反する李陵の擁護が投げかけられた上、司馬遷が言う「過去の名将」のくだりを、武帝は対匈奴戦で功績が少なく、李陵を救援しなかった李広利を非難しているものと受け止めた。武帝の命によって、即座に彼は獄吏に連行された。高官であったが、司馬遷には賄賂を贈れる程の財力は無く、友人の中にも手を差し伸べる者はいなかった。
だが、天漢三年（前98年）になると武帝も考えを改め、逃げ延びた部下に恩賞を与え、李陵を救う手を打ったがこれは成功しなかった。ところが、ある匈奴の捕虜から、李陵が匈奴兵に軍事訓練を施しているとの誤報 がもたらされ、事態は一変した。武帝は激怒し、李陵の一族は全て処刑された。そしてこの累は司馬遷にも及び、彼には宮刑（腐刑）が処された。
この処罰は、司馬遷にとって大変な屈辱だった。彼は、人の身に降りかかる様々な恥辱の中でも男性の誇りを奪う腐刑は最低なものだと言った。そして、宮刑に処された者はもはや人間として扱われない存在だと述べた。ここまでの絶望に晒されながらも、司馬遷は自害には走れなかった。彼には、父の遺言でもある『史記』の完成という使命を前に、耐えて生きる道を選んだ。
『漢書』では、司馬遷処罰の背景には執筆中の『史記』にて「景帝本紀」を記したが、その内容が父・景帝を否定的に評していた事を知った武帝が怒って削除させたと言い、これに李陵の件が重なって厳罰が課せられたという。しかしこの説には確証は無い。

### 『史記』の完成とその後
牢獄に繋がれてから4年後の太始元年（前96年）6月、大赦によって司馬遷は釈放された。そして彼には中書令の任が下った。宮中の文書を扱い、皇帝に奏上する文書、また逆に皇帝の詔を接受する中書令は、太史令よりも遥かに重要なポストだったが、宦官が担う役職であるこの任は司馬遷にとって屈辱であった。
『史記』の執筆に取り組みながら、太始二年（前95年）からの3年間、司馬遷は武帝の巡遊につき従った。太始四年（前93年）に泰山から戻った司馬遷は、任安から受け取っていた手紙の返書（『報任少卿書』）を書いた。任安の手紙とは、高い地位にあるにもかかわらず司馬遷が有能な人物を推挙していないことを責めたものだった。かつて太史令に着任した頃は人材発掘を行っていた司馬遷だったが、この時には五体を欠く身となった自分にはその資格が無いと断った。続けて彼は、自分の考えを述べた。
この手紙の中で、司馬遷は『史記』をおよそ130篇と述べている。『史記』の中で司馬遷自身の筆と考えられる最も遅い出来事の記述は、征和3年（前90年）に李広利が匈奴に降伏した戦いであった。また「太史公自序」にて、約130篇536,500字の『史記』を名山に蔵し、副本を京師に置いたとある。これらの点から、任安への返書を書いた時にはほぼ形になっていたが、『史記』が完成したのはその4年後の前90年であり、字数を記し、本書と写しのみに纏めた上で筆を置いたと考えられる。
『史記』完成後、司馬遷がいつまで、どのように生きたかははっきりしていない。王国維は『観堂集林』にて、司馬遷の死は武帝の崩御（前87年）前後ではないかと記した。

## 人物

### 旅行家そして探検家
司馬遷は20歳から各地を巡る旅を始め、役人に登用されてからも武帝に従って様々な地を訪れた。この旅行は漢のほぼ全土を網羅し、四川中部や雲南など当時は未開と言える場所にまで至っている。そしてこれは放浪などではなく、彼は各地を丁寧に見て廻り、資料を調べ、古老など様々な人々の話を聞いた。これら積み重ねた調査は『史記』に反映された。いわば彼は著述家以前に、大旅行家であり探検家でもあった。
しかし、この旅は紀行文や風土記のような形には纏められなかった。司馬遷が筆を執った目的は歴史記述であり、そのために個人の直接的な観察はその中へ消化されてしまった。また、特定の歴史的事件を土地の環境から記すこともしなかった。

### 孔子からの影響
父から「第二の孔子たれ」と厳命された司馬遷は、既に若い頃から儒教の教育を受け、その影響を強く受けた。具体的には、『史記』において人物や出来事の判断基準に、多く孔子の言葉を導入している。これらは、『春秋』『礼記』『論語』から出典不明なものまでを含め、何かしらの論評において「孔子はこう言った」と引用したり、または自らが意見を述べる形式で孔子の著作から言論を襲用している形で書かれたりしている。特に司馬遷は、孔子思想において六芸（「詩」「書」「礼」「楽」「易」「春秋」に大別する文化的伝統）を重視し、孔子の言を借りて六芸こそが人を正しく導くと述べ、これらを歴史的事象や人物を評価する基準に用いた。
そして司馬遷と孔子の間には、「利を求めず、時流に迎合しない」という共通の性質が見て取れる。『史記』「孔子世家」では、孔子一行が旅先で苦難にあった時、弟子の子路と子貢がもっと妥協して仕官されるようすべきと進言したがこれを跳ね除け、用いられないのは為政者の落ち度であり、信念を貫くべきという顔淵の言葉に大いに賛同する場面がある。司馬遷が貫いた信念とは「中立的立場から歴史の必然を見る」 または「大所から鑑定・選別・判断を行う、いわゆる「識」を発揮する」 点にあったという意見がある。李陵の禍では、彼は妥協を良しとせず、罰が自らに及ぶ可能性がありながら、李陵の評価をこの視点から述べた。『報任少卿書』も、武帝と皇太子が争った際に中立を守った任安に共感して書かれたとも言う。
孔子を高く評価する司馬遷は、『史記』において本来世襲された系譜を記す「世家」の中に、その原則に反して「孔子世家」を書いた。彼は、家系的繋がりと同様に思想の繋がりを重視し、孔子を「世家」に含めた。
しかし、必ずしもその論を無批判で受け入れたわけではない。『史記』は孔子が『春秋』を書いた際に基準とした大義名分に則らず、事実を重視する態度を貫いている。「伯夷列伝」の中で、司馬遷は『春秋』に記されていない人物・許由と務光を実在したと認めている。また、餓死した伯夷・叔斉についても孔子が「怨みがなかった」と論じたのに対し、司馬遷は「怨みがあった」と異なる見解を記した。

### 「奇」を好む
司馬遷から1世紀ほど後の文人揚雄は、『法言』君子篇にて「子長（司馬遷の字）は奇を愛す」と記した。司馬貞も『史記索隠』後序にて、「（司馬遷は）奇を好む」と書いた。ここで言う「奇」とは珍しいものや希なものを指すが、司馬遷は特に人物の中にある「奇」、すなわち類希な才能に重きを置いた。この傾向は、思想的に好まない人物、敗者や悪評を受けた人物の評価にも当てはめられた。例えば司馬遷の思想とは相容れない法家の韓非にも賞賛を加えている。それどころか、非情な役人であり彼自身にも刑を施した獄吏の中にさえ人物を見出し「酷吏列伝」を記した。ここには、司馬遷が持っていた『史記』に向かう私情を排した一貫する態度を表す。
司馬遷が最も「奇」を見出した人物が項羽と李広であり、特に前者は歴史上において敗者でありながら、本来皇帝の伝記である「本紀」のひとつとして記されている。才気漲り、英雄的な生涯を送りながら最後は劉邦に敗れ自ら首を刎ねた項羽を高く取り上げた点は、司馬遷が持つ浪漫的性質が現れた一面とも評されている。

## 生没年の説

### 生年
司馬遷の生年については複数の説がある。その中でも、景帝中元五年（前145年）と建元六年（前135年）の二説が有力であり、これらはいずれも『史記』「太史公自序」14条の「卒三歲而遷為太史令，（中略）。五年而當太初元年（父の死から3年後に太史令となり、）」 という箇所に、唐代につけられた註釈が元になっている。司馬貞『史記索隠』は「卒三歲而遷為太史令」の箇所に「司馬、年28、3年6月乙卯、600石の除せられる」と記した。張守節『史記正義』は「五年而當太初元年」の箇所に「按ずるに、司馬遷は、年42歳也」と記した。司馬談の死は元封元年（前110年）であるから、その3年後に28歳という『索隠』によれば、生年は前135年となる。一方、太初元年は前104年であり、42歳と註された『正義』によれば、生年は前145年となる。
李長之は以下の点を示して、前135年説を支持した。
- 『漢書』「司馬遷傳」25条にある任安への返書にて、司馬遷は「蚤失二親（若くして両親を失う）」と書いている[47]。前145年生誕説だと父死去の際、司馬遷は36歳で若いとは言えない。前135年生誕説ならば26歳となり辻褄は合う。
- 『漢書』「司馬遷傳」23条にある任安への返書にて、司馬遷は「得待罪輦轂下，二十餘年矣（天子に仕える事、20数年）」と書いている[65]。この手紙は太始四年（前93年）に書かれており、一方司馬遷が郎中になったのは20歳代の前半である。つまりこの手紙は40歳代で書かれたと考える方が自然であり、50歳を超えてしまう前145年生誕説では無理がある。
- 故事を習ったという孔安国が博士になった時期を、王国維は元光 - 元朔年間（前134年 - 前129年）と考証した。司馬遷が10歳の時に孔安国の教えを受け「古文を誦んじた」[12] ならば、前135年生誕説の方が可能性は高い。
- 『史記』「太史公自序」12条で司馬遷は、20歳代前半までを年齢だけで書いている[12]。そして次条で父の死（前110年）に触れるが、前145年生誕説ならばこの時35歳であり、自らについて書かれない十数年の空白が生じる。12条では郎中任命からすぐ武帝巡遊に従ったよう書かれている事[12] からも、空白が生じない前135年生誕説が妥当と考える。
- 『史記』「太史公自序」11条の文章は、司馬談が太史公に就いた後に司馬遷を儲けたかのように書かれている[36]。前145/135年の両生誕説では、後者の方が乖離が少ない。
- 『史記』「太史公自序」13条で司馬談が息子に語る内容は教えを垂れるものであり、36歳（前145年生誕説）よりも26歳（前135年生誕説）に対する言葉の方がふさわしい。
- 元封3年（前108年）に太史令となった司馬遷は、摯峻らに出仕を勧めた。このような行動は、前145年生誕説による38歳にしては血気盛んである。
- 郭解は国都・長安に行ったことはなかった。彼の姿を司馬遷は見たと述べているが、二人の接点は郭解が元朔2年（前127年）に親族を司馬遷の生地・夏陽に退避させた時と考えられる。一方で司馬遷は10歳時には長安に出たと考えられ、前145年生誕説を採るとそれは前135年であり、夏陽で司馬遷は郭解を見る事はできない。
- 司馬遷が庇った李陵は友人であったが、彼の祖父・李広は元狩4年（前119年）に六十数歳で亡くなっている。その孫と親交があるならば、27歳（前145年生誕説）よりも17歳（前135年生誕説）の方がふさわしい。
- 王国維は『索隠』を第一級の史料と評価しつつも、「年28」が「年38」の誤植としており矛盾する。『正義』の「42歳」という表記について、ある年を指してそのとき人物が何歳であるという註は非常にまれであり、李長之はこれを、張守節は司馬遷の生涯が42歳までであった事を述べていると主張した。

司馬遷の生地である陝西省韓城市では紀元前145年生誕説を採り、2010年に民間伝承で伝わる誕生日の旧暦2月9日に、生誕2155年記念行事を執り行った。

### 没年
司馬遷の没年も明瞭ではない。『史記』に記述された最も遅い事件の頃には生きていたと考えがちだが、同記には後年の補筆が多い。ひとつの考察として武帝をどのように表しているかという点から検討が可能である。『封禪書』で司馬遷は武帝を「今の皇帝」という意味の「今上」と表記している。「武帝」と記された『孝武本紀』はこの『封禪書』の写しであり、後年に加えられた可能性を否定できないが、『衛將軍驃騎列傳』など補筆と考えにくい箇所でも「武帝」が使われる点から、司馬遷は武帝の死後、諡号が贈られた時には生きていたと考えられる。